# Suzuki Brezza
Suzuki Brezza (известный как Vitara Brezza для первого поколения) — субкомпактный кроссовер, выпускающийся с 2016 года компанией Maruti Suzuki. Brezza — первый автомобиль под брендом Suzuki, полностью разработанный в Индии. В период с 2020 по 2022 год автомобили Suzuki Brezza продавались компанией Toyota под названием Toyota Urban Cruiser.
Как и в случае с оригинальным Suzuki Vitara, название «Vitara» произошло от английского слова «vital», в то время как название «Brezza» в переводе с итальянского означает «ветерок».

## Первое поколение (YF; 2016)
Впервые Vitara Brezza был представлен в феврале 2016 года на 13-й выставке Auto Expo. Прародителем стал концепт-кар XA Alpha, который был представлен в 2013 году. Серийная модель выпускалась на платформе Vitara. Согласно исследованиям, проведённым в 2016 году, автомобиль на 98% состоит из индийских комплектующих.
Vitara Brezza — первая модель Suzuki в сегменте субкомпактных кроссоверов длиной менее 4 метров в Индии, которая вписывается в нижнюю категорию индийской структуры GST (Goods and Services Tax).
Первоначально Vitara Brezza оснащался 1,3-литровым четырёхцилиндровым турбодизельным двигателем Fiat D13A DDiS мощностью 66 кВт (89 л. с.) и крутящим моментом 200 Н⋅м. Коробка передач — пятиступенчатая механическая или же пятиступенчатая автоматизированная. Заявленная экономия топлива — 24,29 км/л. Автомобиль также экспортировался в соседние с Индией страны, такие как Непал.
В феврале 2020 года Vitara Brezza прошёл рестайлинг. Изменения коснулись переднего бампера, защитных пластин, фар, задних фонарей и колёс. Автомобиль стал оснащаться 1,5-литровым четырёхцилиндровым бензиновым двигателем K15B, соответствующим требованиям Bharat Stage 6. Мощность — 77 кВт (103 л. с.), крутящий момент — 138 Н⋅м. Коробка передач — пятиступенчатая механическая или же четырёхступенчатая автоматическая. Также имеется мягкая гибридная система SHVS (Smart Hybrid Vehicle by Suzuki). Заявленная экономия топлива — 17,03 км/л для варианта с МКПП и 18,76 км/л для варианта с АКПП.
С 2021 года Vitara Brezza экспортировался на несколько рынков Африки и Брунея с правым рулём. Версии с ДВС поставлялись за пределы Индии, в то время как гибридные версии поставлялись в страны Южной Азии, такие как Бангладеш и Непал.

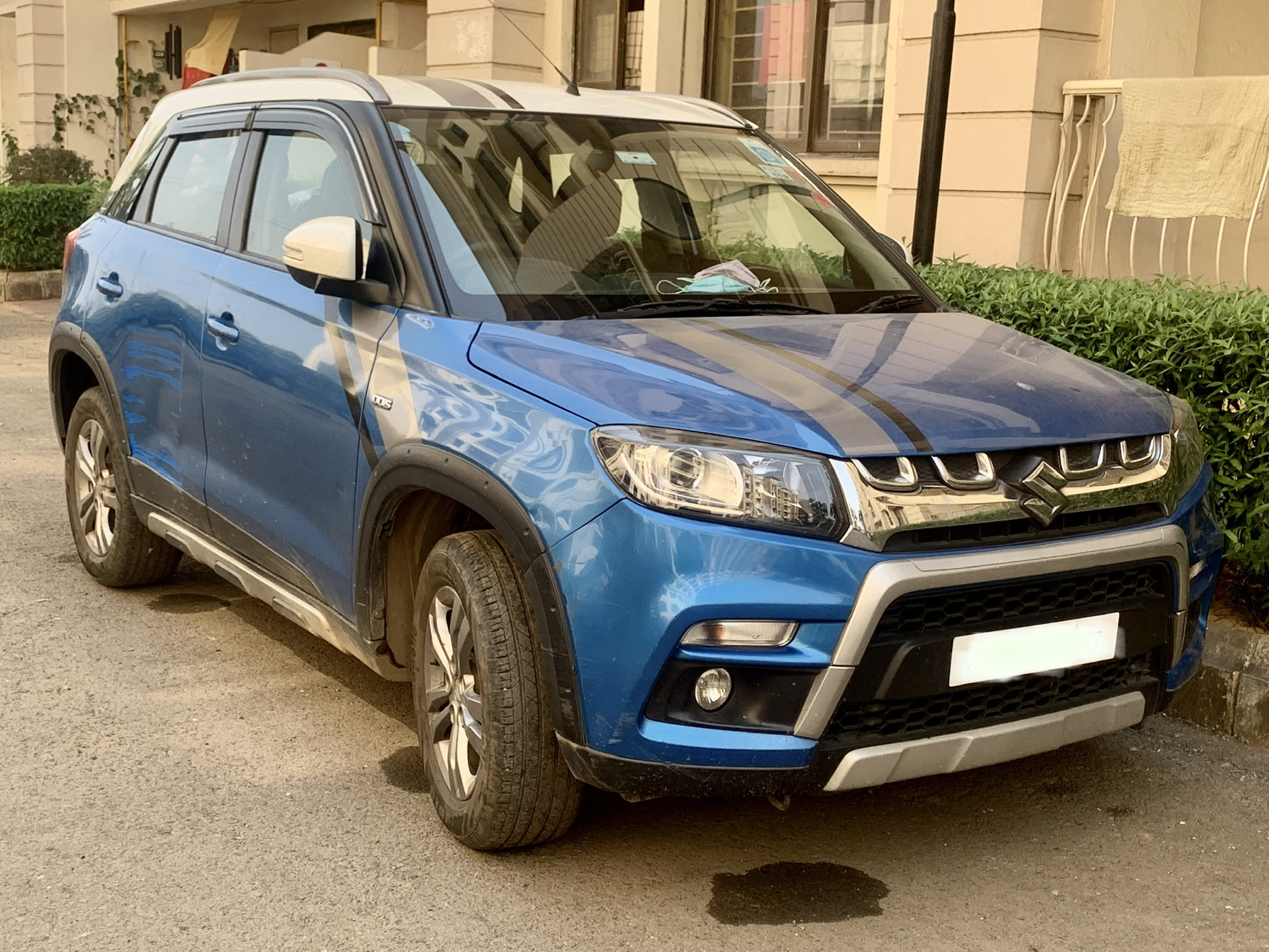
Оригинальный Suzuki Vitara Brezza ZDi+
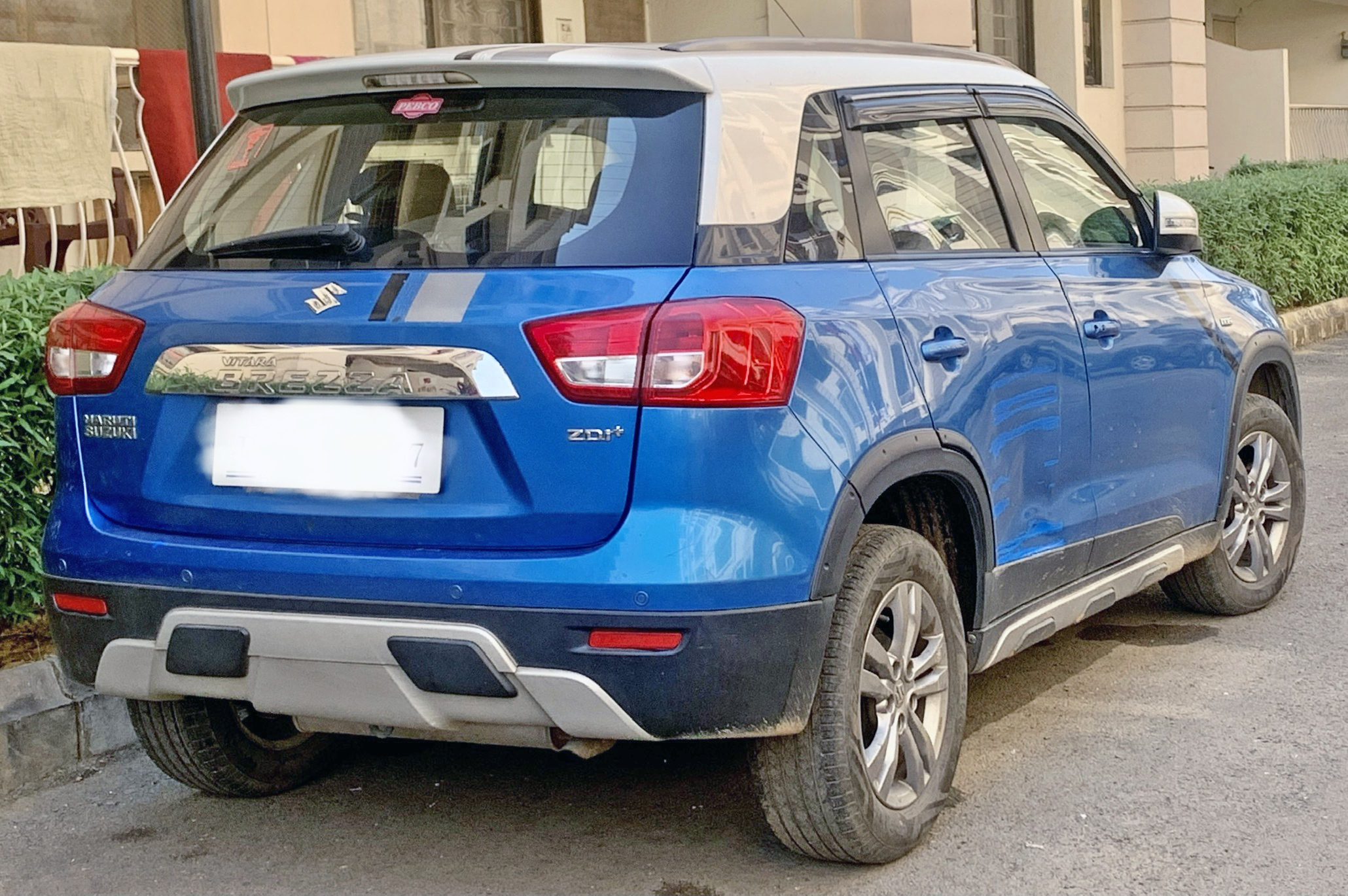
Вид сзади
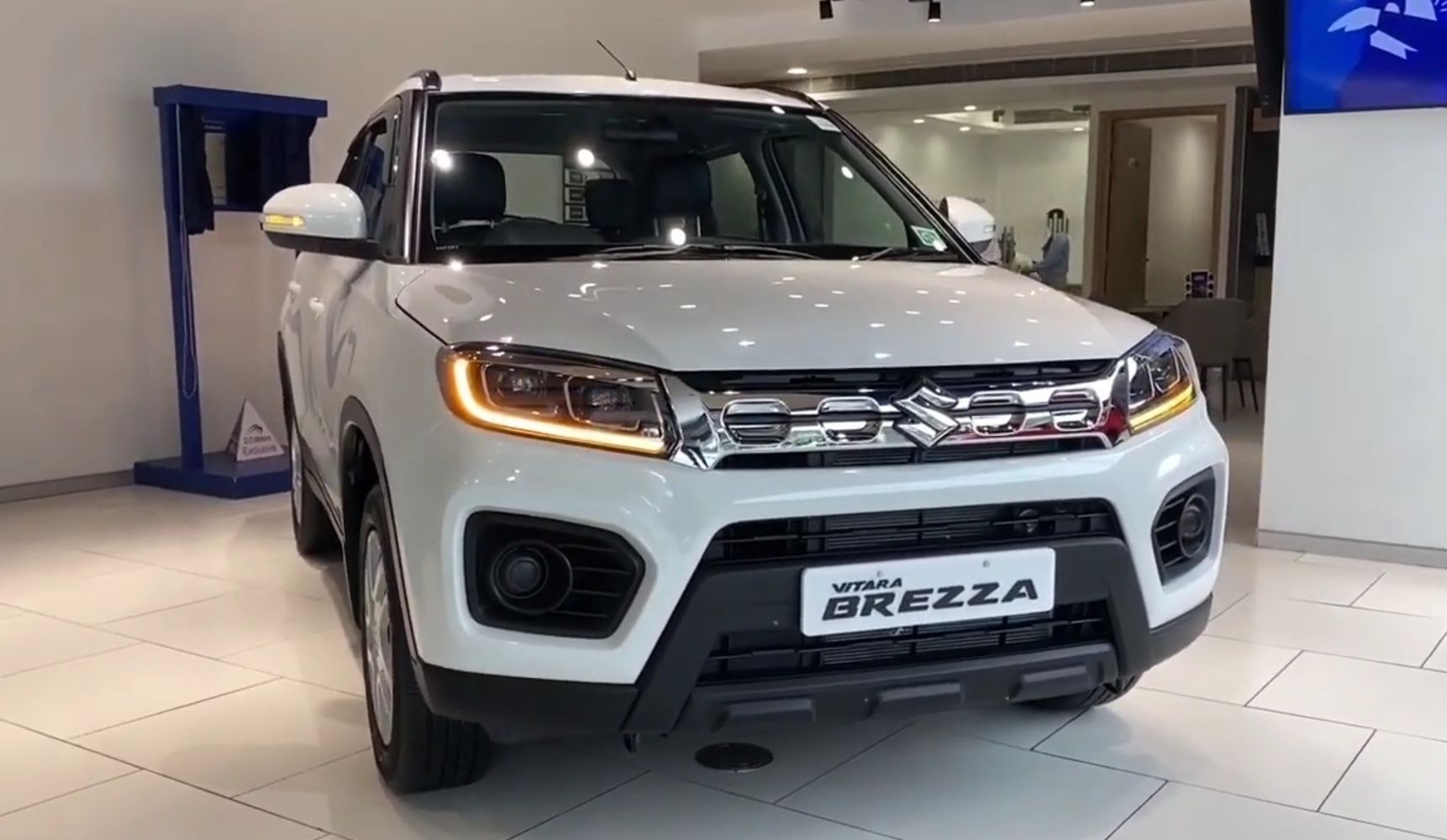
Рестайлинговый Suzuki Vitara Brezza VXi
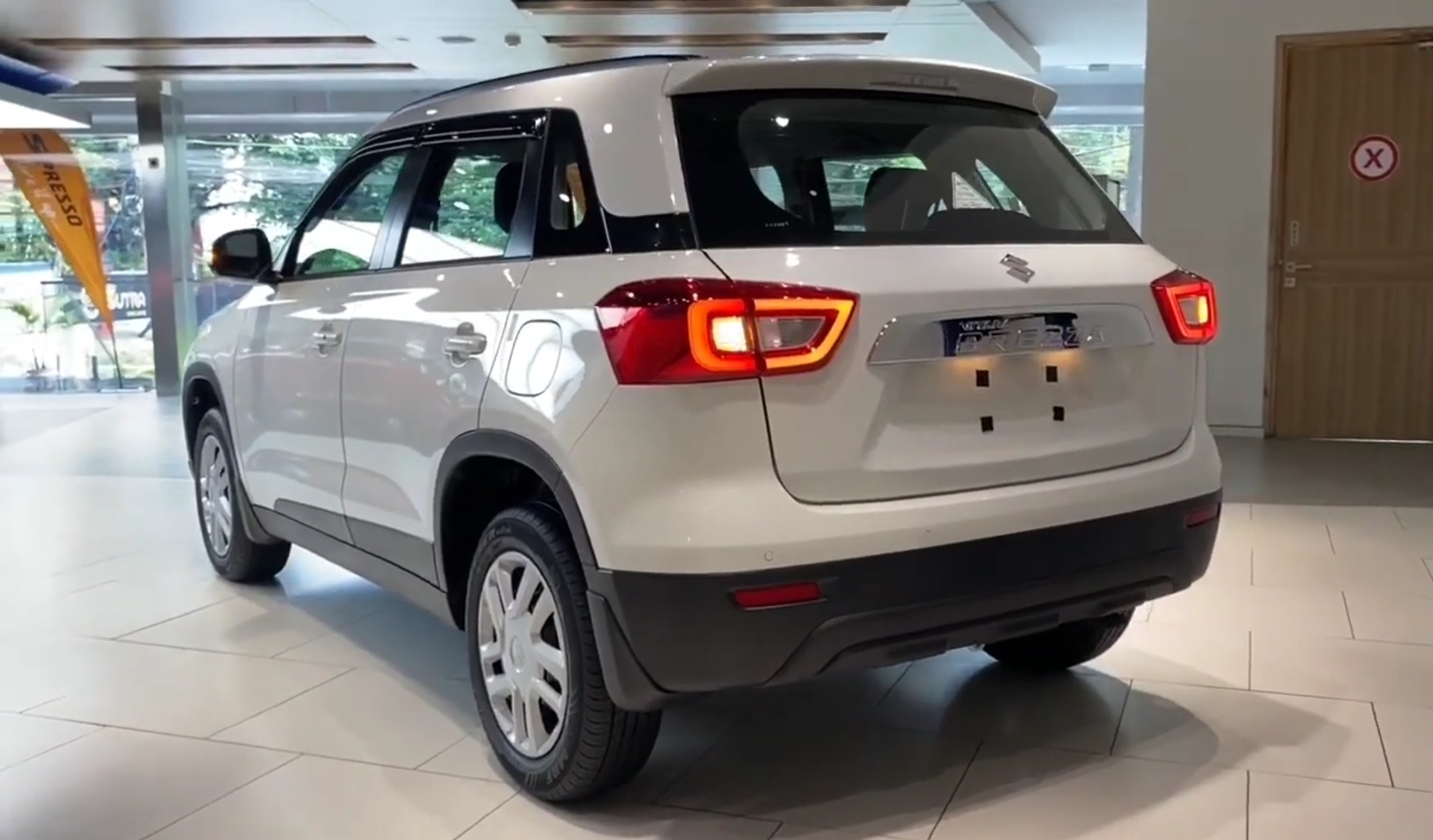
Вид сзади
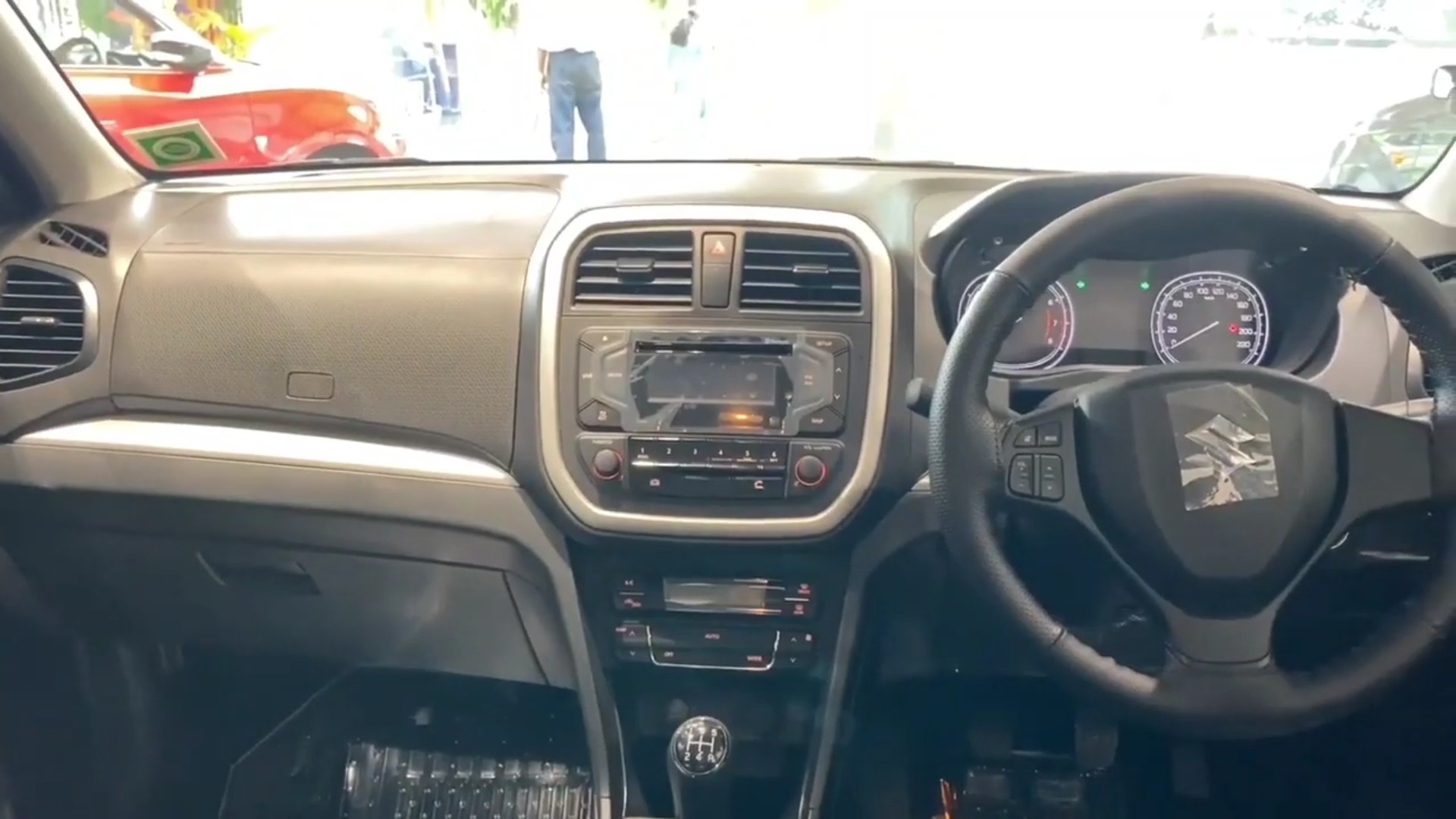
Интерьер
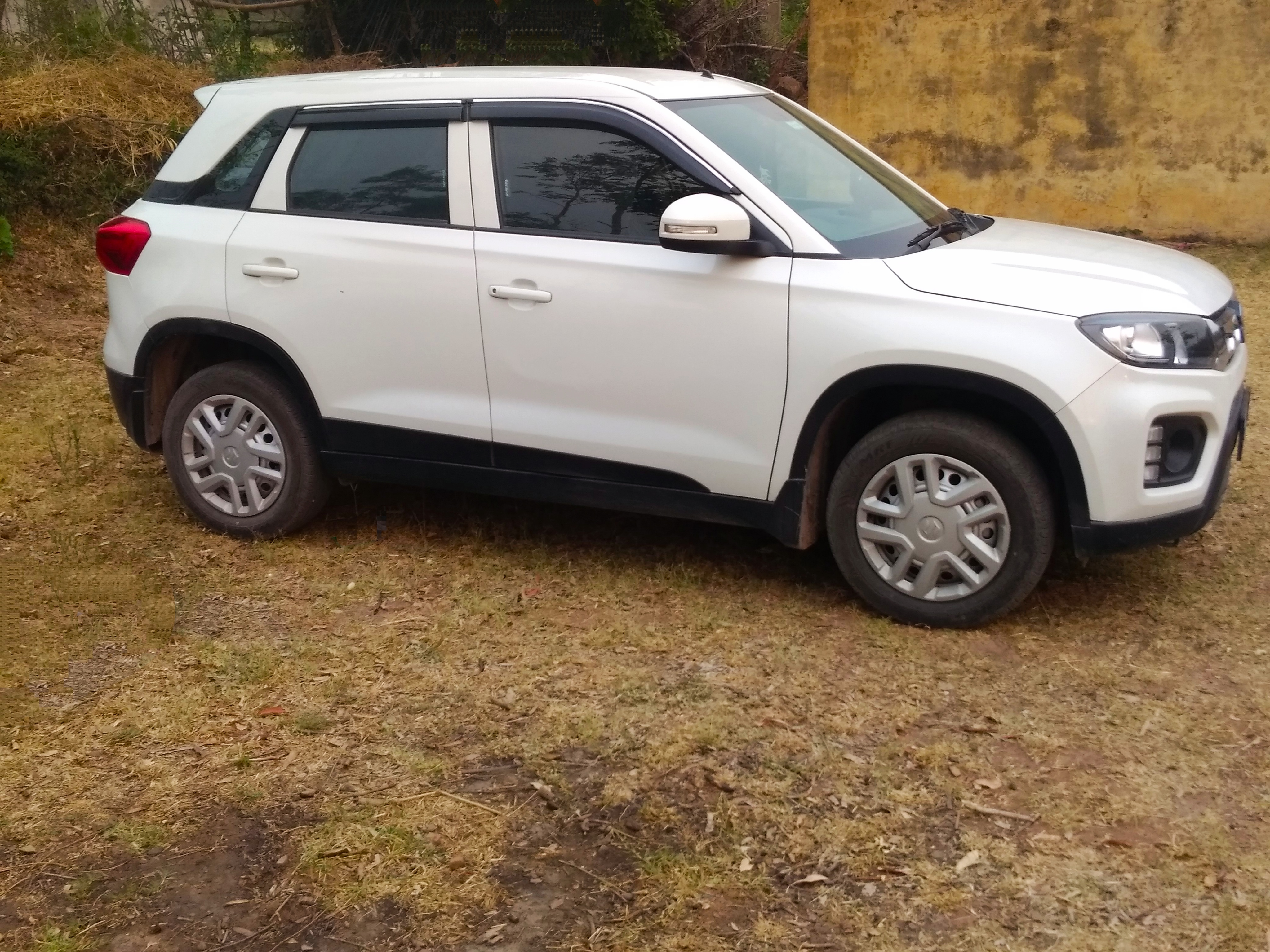
Рестайлинговый Vitara Brezza LXi

### Toyota Urban Cruiser
Toyota Urban Cruiser являвшийся ребеджингом Vitara Brezza, дебютировал 22 августа 2020 года в Индии. В марте 2021 года автомобиль был представлен в ЮАР. В конце 2022 года автомобиль был снят с производства и заменён моделью Urban Cruiser Hyryder.

Ранее с 2008 по 2014 год индексом «Urban Cruiser» обозначался автомобиль Toyota Ist XP110, продававшийся исключительно на японском рынке.

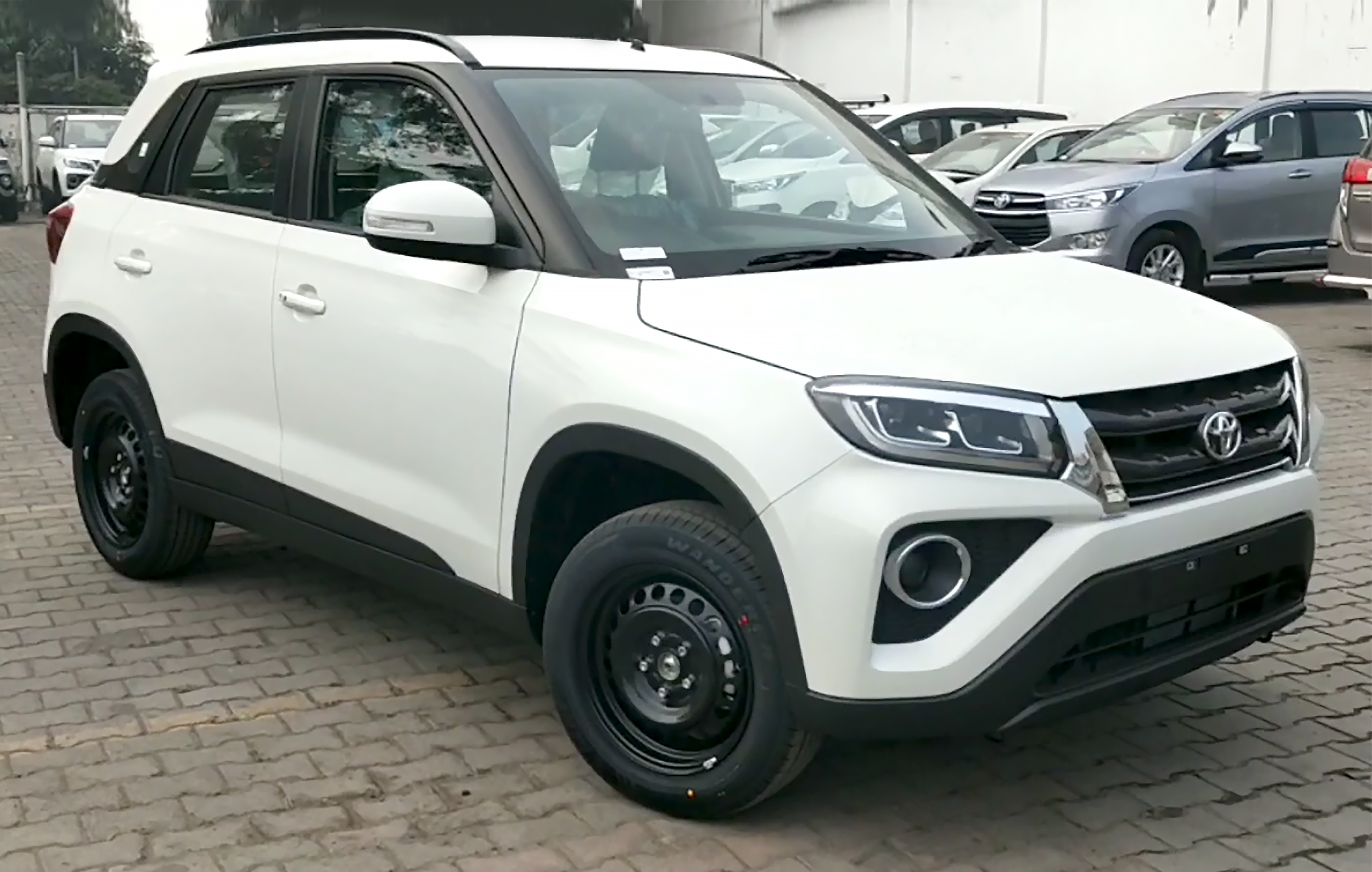
2021 Toyota Urban Cruiser Mid
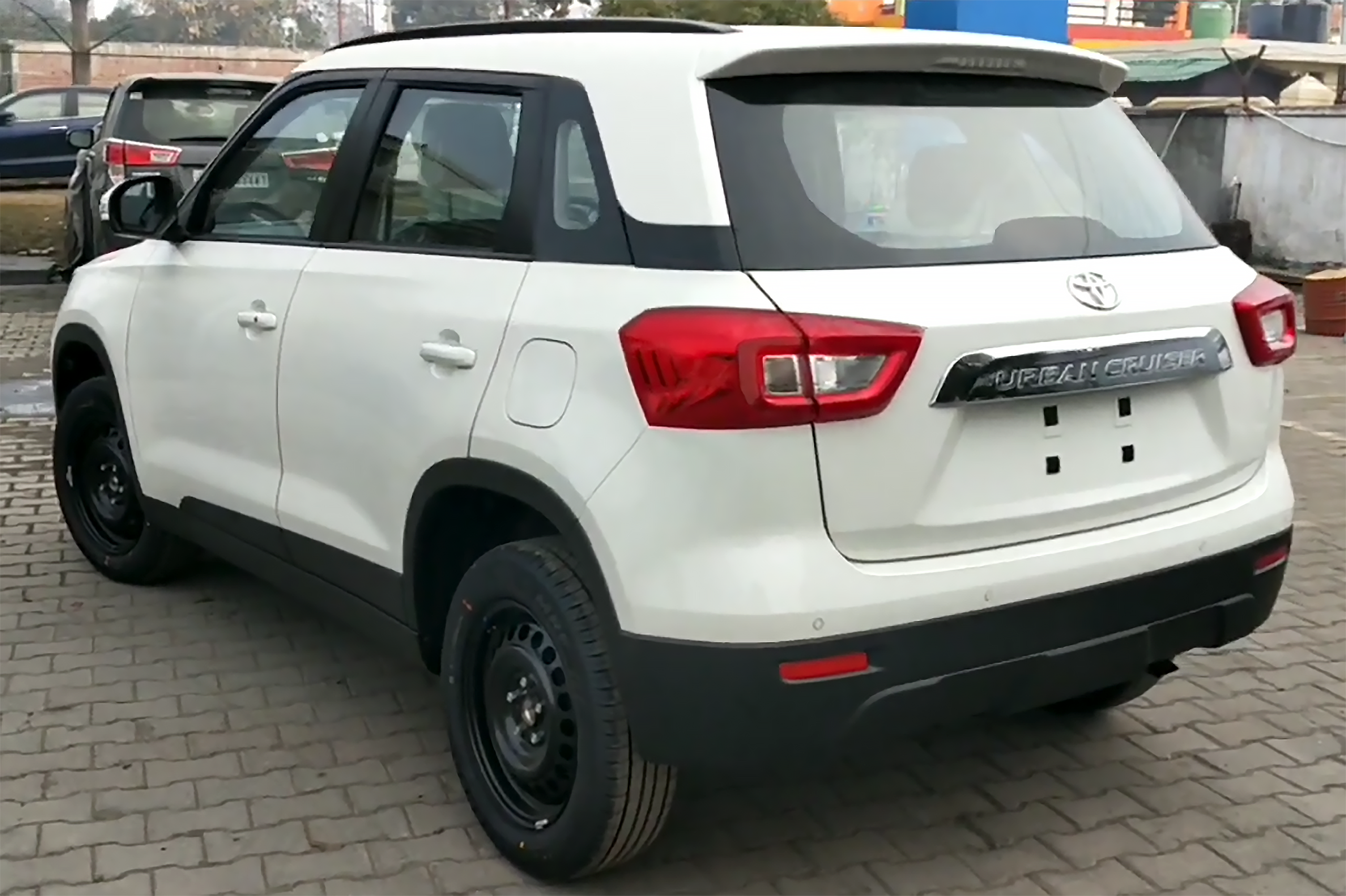
2021 Toyota Urban Cruiser Mid

## Второе поколение (YH; 2022)
Второе поколение Brezza было представлено 30 июня 2022 года в Индии. В отличие от предыдущего поколения, автомобили имеют переработанные переднюю и заднюю части, переработанную заднюю подвеску, переработанные 16-дюймовые легкосплавные колёсные диски, антенну типа «акулий плавник» (shark fin-type) и люк с электроприводом. Высота увеличена на 45 мм. Дизайн приборной панели многослойный, с плавающим дисплеем автомобильной аудиосистемы. Многофункциональное рулевое колесо имеет дополнительную телескопическую регулировку. Также имеются расширенное заднее сиденье, беспроводная зарядка, внутреннее окружающее освещение и задние вентиляционные отверстия кондиционера. В стандартную комплектацию входят электронная система стабилизации (ESP) и система помощи при старте на подъёме (HSA), в то время как во флагманскую комплектацию ZXi+ входят шесть подушек безопасности.
Автомобили оснащаются 1,5-литровым двигателем K15C Dualjet с двойными форсунками. Коробка передач — пятиступенчатая механическая или же шестиступенчатая автоматическая. Также имеется мягкая гибридная система SHVS напряжением 12 В.

Второе поколение Brezza не экспортируется из Индии на международные рынки, такие как Южная Африка. Вместо этого там продаются Grand Vitara и Fronx.

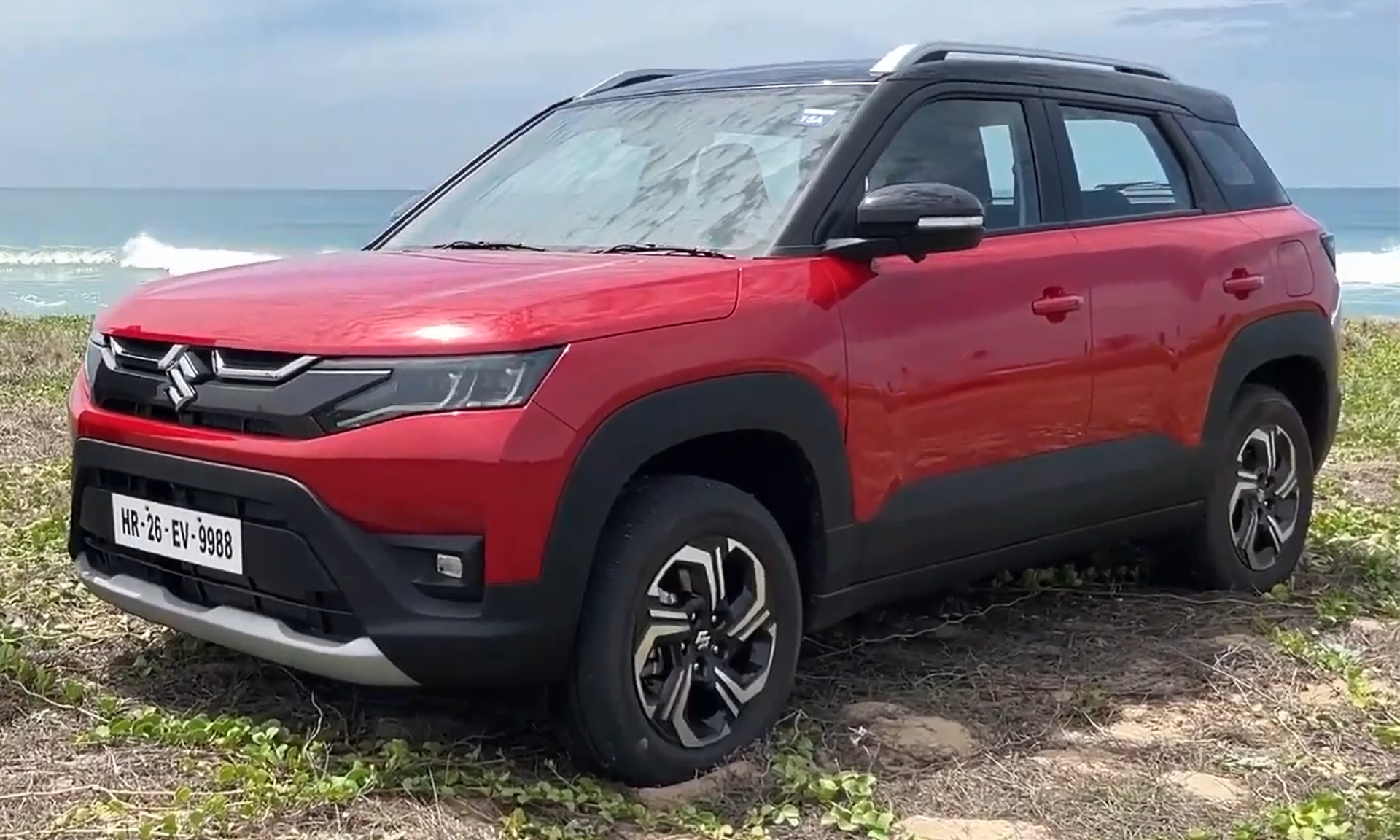
2022 Suzuki Brezza ZXi+
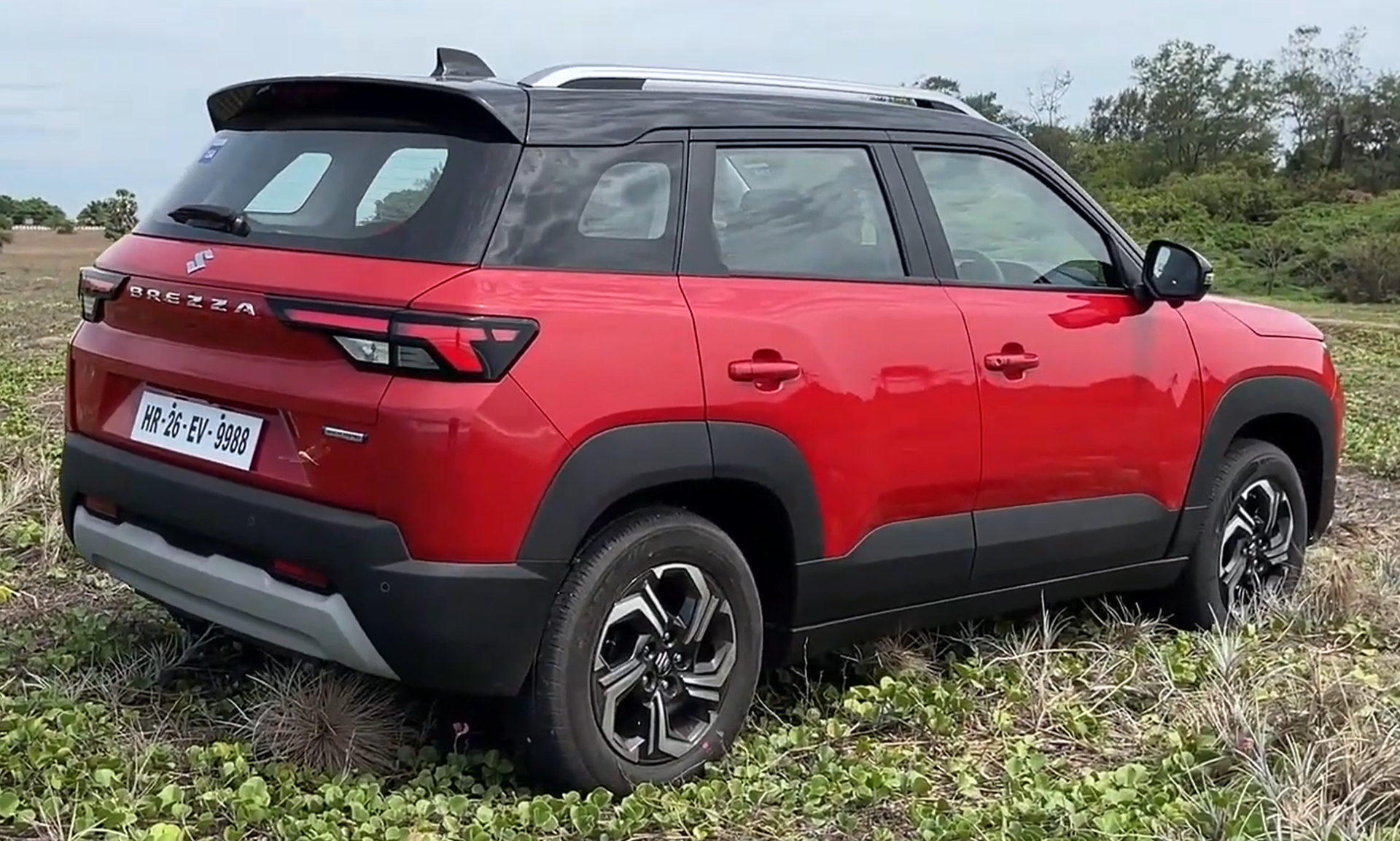
Вид сзади
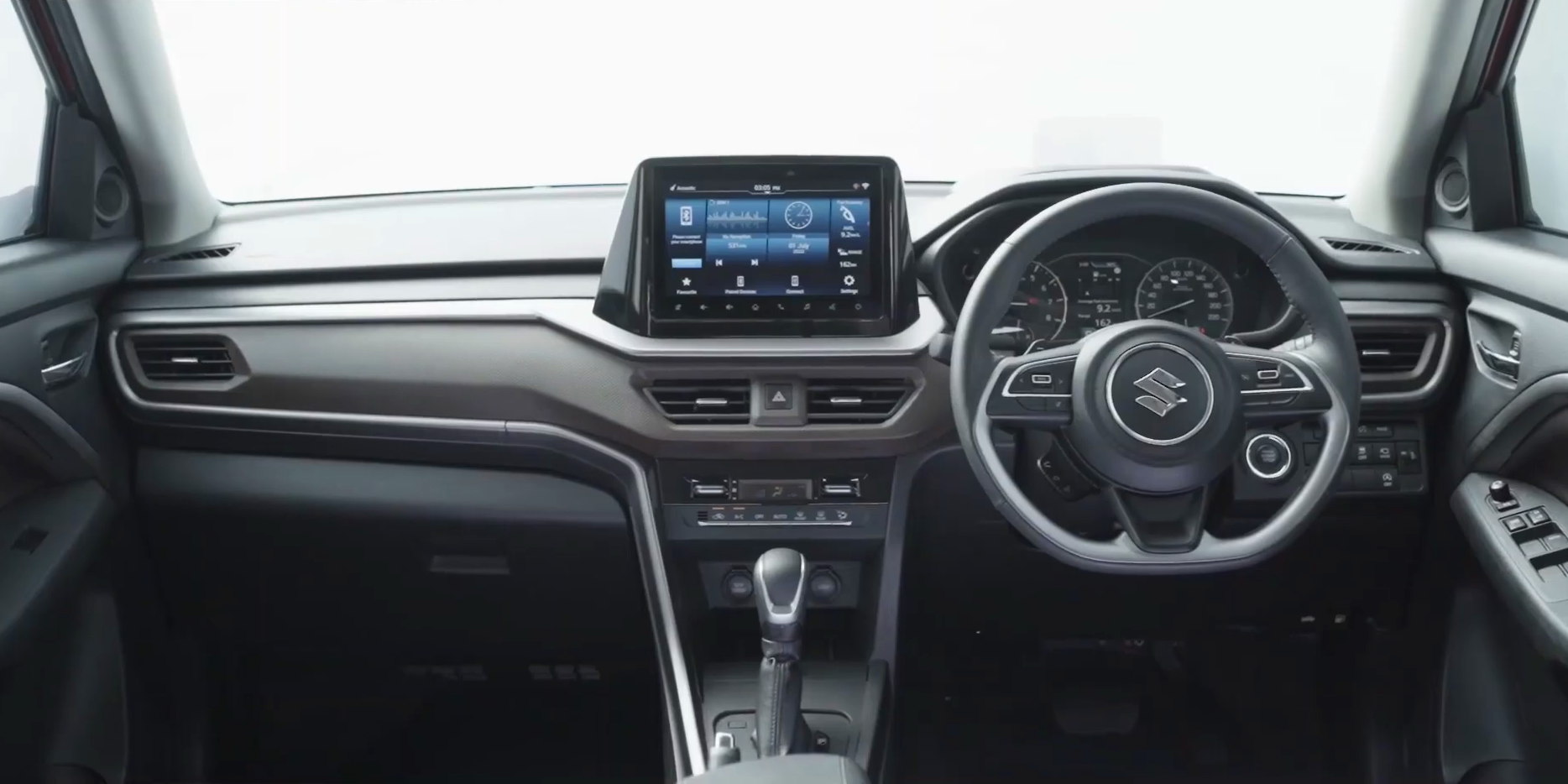
Интерьер

## Награды
В 2017 году Suzuki Brezza получил премию «Автомобиль года».

## Продажи
| Год  | Индия         | Индия         | Южная Африка  | Южная Африка  |
| Год  | Vitara Brezza | Urban Cruiser | Vitara Brezza | Urban Cruiser |
| ---- | ------------- | ------------- | ------------- | ------------- |
| 2016 | 85,168        |               |               |               |
| 2017 | 140,945       |               |               |               |
| 2018 | 155,466       |               |               |               |
| 2019 | 131,732       |               |               |               |
| 2020 | 83,666        | 7,600         |               |               |
| 2021 | 115,962       | 27,015        | 3,809         | 8,887         |
| 2022 | 130,563       | 30,214        | 7,425         | 16,992        |